# Град камней
«Град камней» (англ. Raining Stones; другое название — «Дождь из камней») — кинофильм режиссёра Кена Лоуча, вышедший на экраны в 1993 году. Лента получила приз жюри Каннского кинофестиваля и другие награды.

## Сюжет
Двое британских безработных, Томми (старший по возрасту) и Боб (более молодой), пытаются найти работу или хотя бы средства к существованию, скитаясь по городским и сельским районам Англии. В полном соответствии с названием фильма, на них сыплются всё новые и новые проблемы, осложняя их и без того нелёгкую жизнь. Но рано или поздно они находят решения для своих проблем…

## В ролях
- Брюс Джонс — Боб
- Джули Браун — Энн
- Джемма Феникс — Колин
- Рикки Томлинсон — Томми
- Том Хикки — отец Барри
- Джонатан Джеймс — Тэнзи

## Награды и номинации
- 1993 — Приз жюри Каннского кинофестиваля (Кен Лоуч)[1].
- 1994 — номинация на премию BAFTA за лучший британский фильм (Салли Хиббин, Кен Лоуч).
- 1994 — номинация на премию «Сезар» за лучший зарубежный фильм (Кен Лоуч).
- 1994 — номинация на премию «Гойя» за лучший европейский фильм.
- 1994 — Премия Лондонского кружка кинокритиков лучшему британскому режиссёру года (Кен Лоуч).